# 加富尔伯爵级战列舰
加富尔伯爵级战列舰是意大利皇家海军的一种无畏型战列舰，服役于两次世界大战期间。其中，莱昂纳多·达·芬奇号战列舰在第一次世界大战中炸毁，加富尔伯爵号战列舰于第二次世界大战中沉没，朱利奥·凯撒号战列舰则被作为赔偿交给苏联。

## 设计

加富尔伯爵级战列舰主火力的设计

加富尔伯爵级是意大利皇家海军在但丁·阿利格伊切里号战列舰后建造的第二种无畏级战列舰，由海军上将爱德华·马斯代亚所设计。在军备竞赛日益高涨的当时，加富尔伯爵级战列舰用以与欧洲强国海军相抗衡。二战前，意大利对加富尔伯爵号与朱利奥·凯撒号进行现代化改装，主要对装甲、动力与舰上建筑进行了改进。

### 总体特征
改造前，加富尔伯爵级战列舰舰长176米，宽28米，吃水9.4米，载员为1000人左右，标准排水量23500吨，满载后为25000吨。

### 武器装备

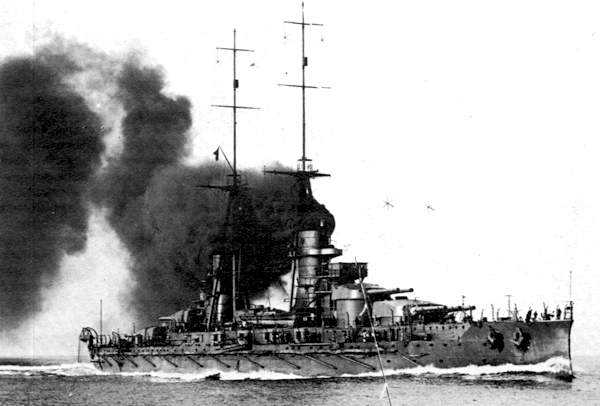
1914年的朱利奥·凯撒号战列舰

加富尔伯爵级战列舰装备着5座共13门30.5厘米的主炮，其中船艏、船艉与船舯位置为三联装，剩下两座为双联装。火炮为阿姆斯特朗·惠特沃思军火公司设计。其他火力装备还包括18门12厘米（4.7英寸）火炮、22门7.6厘米（3.0英寸）炮和3门45厘米（18英寸）鱼雷发射管。

### 动力
动力为混合燃煤锅炉与四轴涡轮推进，初始航速为21.5节，在10节速度下能续航4800海里，现代化改装后均有所提升。

### 装甲
舷侧、主炮、甲板、指挥塔处的装甲分别为25.4厘米（10.0英寸）、25.4厘米（10.0英寸）、11.1厘米（4.4英寸）和27.9厘米（11英寸）。

## 军舰
加富尔伯爵级战列舰共有三艘：
- 加富尔伯爵号（Conte Di Cavour）：1910年8月10日兴建，1911年8月10日下水，1915年4月1日完工，二战前被改造。1940年在塔兰托战役中被英国炸沉[5]。
- 朱利奥·凯撒号（Giulio Cesare）: 1910年6月24日兴建，1911年10月15日下水，1914年5月14日完工，二战前被改造。意大利投降后,朱利奥·凯撒号在1948年被当做战争赔偿交付给战胜国苏联，改名为新罗西斯克号。
- 莱昂纳多·达·芬奇号（Leonardo Da Vinci）：1910年7月18日兴建，1911年10月14日下水，1913年5月17日完工。1916年，莱昂纳多·达·芬奇号在塔兰托爆炸沉没[6]，后来被意大利打捞拆毁。